# Vidocq (film, 1911)
Pour les articles homonymes, voir Vidocq (homonymie).
Vidocq est un film muet français réalisé par Gérard Bourgeois et sorti en 1911.

## Fiche technique
- Réalisation : Gérard Bourgeois
- Scénario : d'après les mémoires de Eugène-François Vidocq
- Pays de production : France
- Format : Muet - Noir et blanc
- Date de sortie : France : 1911

## Distribution
- Harry Baur
- Andrée Marly